# Sikwiaki
Sikwiaki (Sipuncula) – niewielka grupa wyłącznie morskich, pierwoustych zwierząt bezkręgowych zaliczanych do lofotrochorowców (Lophotrochozoa), klasyfikowana najczęściej w randze typu, blisko spokrewniona z pierścienicami (Annelida). Obejmuje około 320 naukowo opisanych gatunków charakteryzujących się niesegmentowanym, walcowatym ciałem. W zapisie kopalnym występują rzadko. Trzy gatunki są znane z dolnego kambru.

## Występowanie
Występują w morzach różnych stref klimatycznych – od tropików po wody polarne, na różnych głębokościach, w większości w wodach płytkich. Kilka gatunków zaobserwowano na głębokości 7 km. Niektóre zagrzebują się w piasku lub mule dennym, inne w szczelinach skalnych lub w opuszczonych muszlach małży.

## Morfologia
Sikwiaki mają ciało o robakowatym kształcie – obłym, wydłużonym lub niekiedy przypominającym ziarno fasoli – wyraźnie podzielone na cylindryczny tułów i wysmukły ryjek. Długość ciała od 3 mm do 66 cm. Ciało sikwiaków nie jest segmentowane – w odróżnieniu od pierścienic, do których niekiedy są zaliczane. W przedniej części ciała znajduje się introwert zakończony otworem gębowym, zwykle otoczony pierścieniem drobnych czułków. Od otworu gębowego biegnie jelito, które tworząc pętlę w jamie ciała (celoma) kończy się odbytem leżącym po stronie grzbietowej w przedniej części tułowia. Mięśnie przedniej części ciała zwane retraktorami umożliwiają wciąganie introwertu do tułowia. 

## Biologia
U sikwiaków brak jest układu krążenia i oddechowego, wymiana gazowa odbywa się poprzez nabłonek czułków, a składniki odżywcze i tlen dyfundują poprzez płyn w jamie ciała do poszczególnych jego części. Organem wydalniczym są nefrydia (zwykle parzyste metanefrydia).

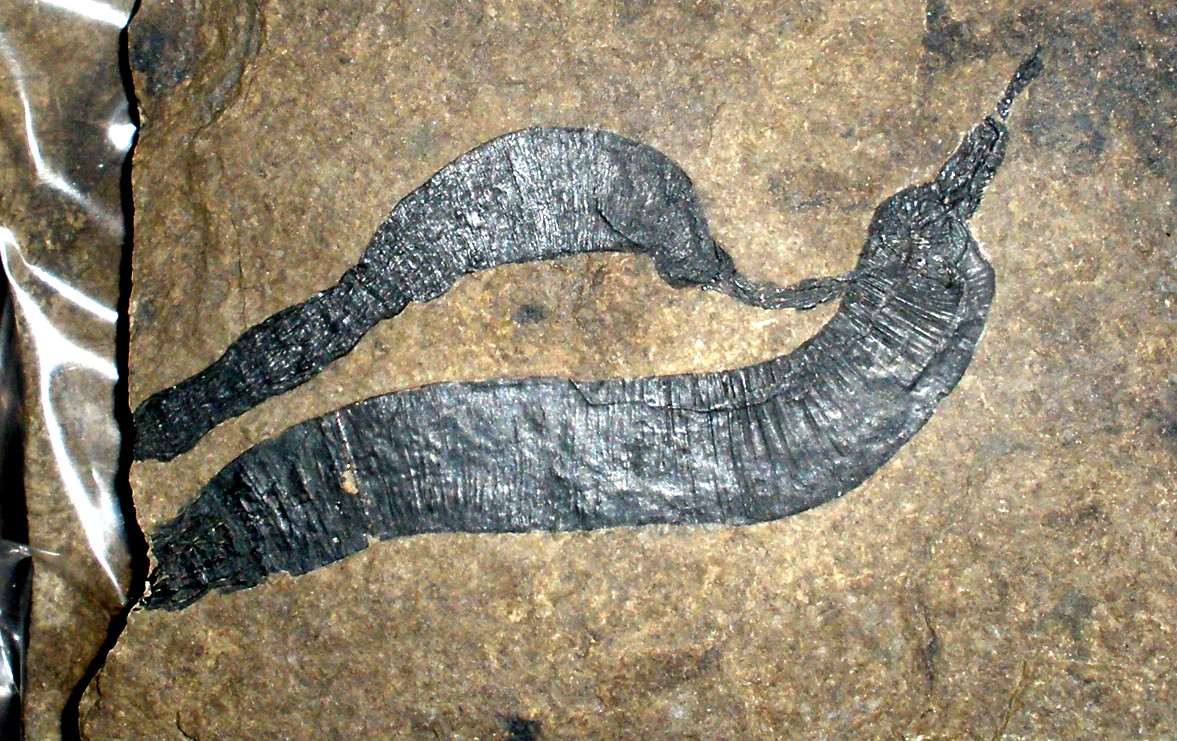
Skamielina †Lecthaylus gregarius

Większość jest rozdzielnopłciowa. U jednego z gatunków stwierdzono obojnactwo, a u innego fakultatywną partenogenezę. Dymorfizm płciowy nie jest widoczny. Zapłodnienie zewnętrzne po wydaleniu gamet do wody. Larwa nazywa się trochoforą i jest składnikiem planktonu.
Sikwiaki żywią się mikroskopijnymi organizmami filtrowanymi z wody za pomocą czułków – lub detrytusem pobieranym z dna. Niektóre gatunki prowadzą drapieżny tryb życia, a jeden gatunek żyje w symbiozie z koralowcami.

## Systematyka
Pozycja systematyczna tej grupy zwierząt ma długą historię, w trakcie której wielokrotnie ulegała zmianie. W 1814 roku Rafinesque zaproponował wydzielenie niesegmentowanych robaków z rodzaju Syrinx do nowej rodziny Sipuncula. Stefano Delle Chiaje w 1823 zaliczył je pod nazwą Sifunculacei jako poddział pierścienic. Kolejną nazwę dla tej grupy – Sipunculidia – wprowadził de Blainville w 1827. Została ona zastąpiona w 1847 przez Gephyrea, autorstwa Quatrefagesa i obejmowała szczetnice oraz niezmogowce. Kilka innych nazw pojawiło się w literaturze w drugiej połowie XIX wieku, włącznie z Sipunculoidea, którą Sedgwick wprowadził w randze typu. Ostatecznie L.H. Hyman ustaliła dla tego typu – nadaną przez Rafinesque'a nazwę – Sipuncula.
Morfologiczne podobieństwa do mięczaków i szczetnic przyczyniły się do powstania licznych hipotez filogenetycznych. Badacze dopatrywali się w sikwiakach grupy siostrzanej m.in. mięczaków lub szczetnic, albo też pierścienic. Badania genetyczne oparte na wąskiej grupie danych sugerowały, że sikwiaki należy zaliczyć do pierścienic. Szersze badania oparte na porównaniu genomów wskazują jednak, że Sipuncula są dla pierścienic taksonem siostrzanym.
Według Systema Naturae 2000 typ dzieli się na 2 gromady, obejmujące łącznie 4 rzędy i 6 rodzin:
- Gromada: Phascolosomatidea
  - Rząd: Aspidosiphoniformes
    - Rodzina: Aspidosiphonidae

  - Rząd: Phascolosomiformes
    - Rodzina: Phascolosomatidae

- Gromada: Sipunculidea
  - Rząd: Golfingiaformes
    - Rodzina: Themistidae
    - Rodzina: Phascolionidae
    - Rodzina: Golfingiidae

  - Rząd: Sipunculiformes
    - Rodzina: Sipunculidae